# 福原元俊 (隠岐守)
福原 元俊（ふくばら もととし、生年不詳 - 承応2年8月9日（1653年9月30日））は、長州藩永代家老・宇部領主福原家14代。
父は福原越後守広俊。母は口羽春頼の娘。正室は口羽元武の娘。子は福原隠岐広俊。初名は福原元光。通称少輔三郎、左近允、但馬守、隠岐守。

## 生涯
毛利家重臣、福原越後守広俊の子として生まれる。初めの主君・毛利輝元より偏諱を受け、初め元光（もとみつ）、後にそれまでの福原氏の通字により元俊と改名。元和8年（1622年）父広俊の隠居により家督相続。藩主毛利秀就に家老として仕えた。元和9年（1623年）藩主秀就から国政改革についての命を受ける。寛永2年（1625年）家臣の知行再編により、当時執政だった毛利秀元が自身と親しい一門を街道の要地に再配置したため、吉敷郡吉敷から、厚狭郡宇部村に知行替えとなる。旧領吉敷には秀元の妹の子毛利元包が入った。以降福原家は代々長州藩永代家老・宇部領主を務め明治を迎える。承応2年（1653年）8月9日死去。